# Alex Kroes
Alexander (Alex) Kroes (Utrecht, 23 september 1974) is een Nederlands voetbalbestuurder en voormalig ondernemer. Hij was van 1 december 2022 tot 1 september 2023 directielid van AZ en is sinds 25 april 2024 technisch directeur van AFC Ajax.
Kroes trad eerder al op 15 maart 2024 bij Ajax aan als algemeen directeur, maar werd op 2 april 2024 geschorst door de club vanwege handelen met voorkennis omdat hij, vlak voor de bekendmaking op 2 augustus 2023 van zijn voorgenomen benoeming tot algemeen directeur, ruim zeventienduizend Ajax-aandelen had gekocht. Op 25 april 2024 keerde Kroes bij de club terug, maar in de nieuwe rol van technisch directeur.

## Biografie
Kroes heeft een Nederlandse vader en Hongaarse moeder en groeide op in Weesp. Hij speelde als jeugdspeler in alle jeugdteams van Ajax en kwam uit in verschillende nationale jeugdelftallen, maar brak uiteindelijk niet door.
Na het behalen van zijn master bedrijfseconomie aan de Vrije Universiteit Amsterdam zette Kroes in 1994 een eigen telemarketingbedrijf op. In 2000 stapte Kroes met het sportbedrijf Sports Entertainment Group (SEG) de voetbalmakelaardij in, samen met zijn beste vriend Kees Vos: "Want de voetballerij kriebelde, het is een bijzondere en voor mij bekende wereld waarin ik was opgegroeid." Op enig moment was SEG het grootste voetbalmakelaarskantoor van Nederland en behoorde tot de top van de wereld met cliënten als Robin van Persie en Memphis Depay.

### Go Ahead Eagles
Nadat Kroes begin 2018 het bedrijf SEG verkocht had aan een Nederlandse investeringsmaatschappij, werd hij begin 2019 grootaandeelhouder en medebestuurder van Go Ahead Eagles. Bij zijn toetreding in februari 2019 zei hij voor ogen te hebben Go Ahead Eagles de veertiende club van Nederland te maken, op een financieel gezonde manier. In mei 2021 promoveerde Go Ahead in de laatste speelronde naar de Eredivisie.
In november 2021 maakte de KNVB bekend dat Go Ahead Eagles de financieel gezondste club van Nederland was. Binnen het Financial Rating System van de voetbalbond scoorde Go Ahead de meeste punten. Op 16 mei 2022 werd bekendgemaakt dat Kroes voornemens was per 1 juli 2022 zijn aandelenpakket te verkopen aan Kees Vierhouten – sinds 2021 aandeelhouder – en te vertrekken als eigenaar van Go Ahead Eagles. In augustus 2022 werd deze verkoop officieel bekrachtigd door de licentiecommissie van de KNVB.

### AZ
Op 1 december 2022 trad Kroes als directeur International Football Strategy aan bij AZ. Daar vormde hij samen met Robert Eenhoorn (algemeen directeur) en Max Huiberts (directeur voetbalzaken) de directie en voerden zij de strategie en het dagelijks management van de club uit Alkmaar. Eén van de voornaamste aandachtsgebieden van Kroes was om de voetbalkennis van AZ verder te exploiteren in binnen- en buitenland. Zijn contract met AZ liep per 1 september 2023 af.

### Ajax
Op 2 augustus 2023 maakte Ajax bekend Kroes aan te willen stellen als algemeen directeur en directievoorzitter van de club, als opvolger van Edwin van der Sar. Vanwege een concurrentiebeding in zijn contract met AZ moest overeenstemming worden bereikt tussen Kroes en de Alkmaarse club. Overeengekomen werd dat Kroes per 15 maart 2024 mocht beginnen met zijn werkzaamheden bij Ajax.
De Amsterdamse club schorste Kroes op 2 april 2024, nadat bleek dat hij een week voor de bekendmaking van zijn benoeming tot algemeen directeur ruim zeventienduizend aandelen van de beursgenoteerde AFC Ajax NV – met op dat moment een waarde van ongeveer € 190.000 – had gekocht en daarmee ongeoorloofd met voorkennis gehandeld zou hebben. Ajax sprak bij het bekendmaken van de schorsing het voornemen uit de samenwerking met Kroes permanent te beëindigen. Op 25 april 2024 werd bekend gemaakt dat Ajax de samenwerking met Kroes toch continueerde, maar met hem niet langer als algemeen directeur maar in een nieuwe rol van technisch directeur.
Op 25 april 2025 werd bekend dat de Autoriteit Financiële Markten haar onderzoek naar Kroes vanwege handel met voorkennis had afgerond en aan hem en de club geen sancties oplegt.